# Valerie Adams
Valerie Kasanita Adams (rođena: Vili) (Rotorua, 6. listopada 1984.), je novozelandska atletičarka.
Četverostruka je svjetska prvakinja, četverostruka svjetska dvoranska prvakinja, dvostruka olimpijska prvakinja, trostruka prvakinja Igara Commonwealtha i dvostruka osvajačica kontinentalnog kupa IAAF-a. Njezin osobni rekord u bacanju kugle je 21,24 m na otvorenom i 20.54 m u dvorani. Ovi rezultati su ujedno novozelandski nacionalni rekordi, te rekordi Oceanije i Commonwealtha. Ona također drži oceanijski rekord do 20 godina (18.93 m) i oceanijski rekord do 17 godina (17,54 m), kao i rekord svjetskog prvenstva svjetskog dvoranskog prvenstva i rekord Igara Commonwealtha.
Adams je bila treća žena koja je osvojila svjetsko prvenstvo u kategorijama do 17 godina, do 20 godina i na seniorskom nivou atletskog natjecanja, slijedeći uspjehe Jelene Isinbajeve i Jane Pittman. Bila je prva žena koja je osvojila četiri uzastopna pojedinačna naslova na svjetskom atletskom prvenstvu. Adams je imala niz od 56 pobjeda na natjecanjima na elitnoj razini, u periodu od kolovoza 2010. do srpnja 2015. Bila je svjetska sportašica godine IAAF-a 2014. godine i sportašica godine časopisa Track & Field News 2012. i 2013. godine. Imala je najbolji sezonski rezultat u bacanju kugle svake godine od 2006. do 2014., osim 2008., kada je bila druga iza Natallie Mikhnevich (kojoj je kasnije te godine zabranjeno nastupati zbog dopinga).
Adams je osvojila srebrne medalje na Ljetnim olimpijskim igrama 2016., Svjetskom prvenstvu u atletici 2005. i Igrama Commonwealtha 2002. i 2018. godine. Također je bila brončana na Svjetskom dvoranskom prvenstvu 2016. godine. Dok je još bila tinejdžer, bila je finalist Svjetskog prvenstva u atletici 2003. i Ljetnih olimpijskih igara 2004. godine.
Na nacionalnoj je razini osvojila petnaest naslova u bacanju kugle na novozelandskom atletskom prvenstvu između 2001. i 2018., kao i državnu titula u bacanju kladiva 2003. godine. Adams je također četiri puta pobijedila na australskom atletskom prvenstvu između 2004. i 2008. godine. Od 2006. do 2012. godine, sedam je puta uzastopno birana za novozelandsku sportašicu godine, a u pet navrata nagrađena je Lonsdale kupom kao priznanje za vodeću nacionalnu sportašicu u olimpijskom sportu.

## Karijera

### Rana karijera
Godine 1998. Adams je upoznala bivšu bacačicu koplja Kirsten Hellier, koja će kasnije postati njen trener u sljedećih 11 godina. Adams je prvi put došla do izražaja kada je 2001. pobijedila na svjetskom prvenstvu do 17 godina, s rezultatom 16,87 m. Pratila je to 2002. godine postavši prvakinjom na svjetskom prvenstvu do 20 godina, dobacivši 17,73 m, a prvi seniorski uspjeh postigla je osvajanjem srebrne medalje na igrama Commonwealtha sa 17,45 m.
Na Svjetskom prvenstvu 2003. s osamnaest godina završila je na petom mjestu. Na svojim prvim olimpijskim igrama 2004. Adams je završila na sedmom mjestu (nakon naknadne diskvalifikacije dviju sportašica), dok se i dalje oporavljala od operacije slijepog crijeva kojoj je bila podvrgnuta samo nekoliko tjedana prije natjecanja.
Sljedeće godine Adams je izborila mjesto u međunarodnoj eliti, osvojivši brončanu medalju na Svjetskom prvenstvu osobnim rekordom od 19,87   m, Pobjednik je bila Nadzeya Astapchuk, ali 2013. IAAF je otkrio da je testni uzorak Astapchukove iz tog natjecanja ponovno testiran i utvrđen kao pozitivan. Adams je prvotno završila druga na Svjetskom atletskom finalu 2005. godine, ali je promovirana u zlato nakon poništavanja tezultata Astapčukovih rezultata. Na Igrama Commonwealtha 2006, osvojila je zlatnu medalju, oborivši 20 godina star rekord Igara Commonwealtha od 19,00  m rezultatom od 19,66 m.

### Prve svjetske i olimpijske titule
Godine 2007. Adams odlazi na svjetsko prvenstvo u Osaki kao kandidat za medalje jer je bila jedna od samo tri sportašice koje su prije prvenstba prebacile preko 20 m. U kvalifikacijama, Adams je vodila s rezultatom 19,45 m. Adams je držala drugo mjesto iza Nadzeye Astapchuk tijekom cijelog finala, a u zadnjoj rundi je uspjela doći do zlata iznimnim bacanjem i rekordom Commonwealtha od 20,54 m. To je Adams učinilo jednom od rijetkih sportašica koje su uspjele osvojiti svjetske titule IAAF u kategorijama do 17 godina, do 20 godina i kao seniori.
Godine 2008. Adams je srušila rekord Oceanije osvojivši svoj prvi naslov svjetskog dvoranskog prvaka u Valenciji (20.1 m). Na Olimpijskim igrama u Pekingu plasirala se u finale s najdužom bačenom daljinom, 19,73 metra, u svom prvom pokušaju. Zlato je osvojila s bacanjem 20,56 m (osobni rekord), pobijedivši bjelorusku bacačicu Nataliju Mikhnevič. Bila je to prva zlatna olimpijska medalja za atletiku za Novi Zeland otkako je John Walker 1976. pobijedio u utrci na 1500 metara. Također je osvojila Novozelandsku nagradu za sport 2008. godine.
Na Grande Prêmio Rio u Brazilu 2009. godine Adams je pobijedila na natjecanju s novim osobnim rekordom i rekordom Oceanije od 20,69 m. Bacanje je ujedno bilo i vodeća svjetski rezultat za ovo natjecanje. U kolovozu je Adams pobijedila na Svjetskom prvenstvu u atletici u Berlinu 2009. godine s bačenih 20,44 metra, ispred Njemice Nadine Kleinert i Gong Lijiao iz Kine.
Na svjetskom dvoranskom prvenstvu 2010. Adams je poražena od Nadzeje Astapchuk velikom razlikom, usprkos tome što je Novozelanđanka postavila kontinentalni rekord od 20,49 m. Adams je 28. ožujka 2010. najavila da je, nakon 11-godišnje suradnje, više neće trenirati Kirsten Hellier, a.u travnju 2010. objavljuje je da je njezin novi trener Didier Poppe.
Adams je neprestano gubila od Nadzeye Astapchuk na velikim susretima te sezone. Postavila je rekord mitinga i najbolji rezultat u sezoni od 20,37 m na Atletetics Bridge mitingu se u Slovačkoj, a kasnije je izjavila da je promjena u njezinoj tehnici od travnja počela davati rezultate.
Kasnije te sezone pobijedila je na kontinentalnom kupu IAAF 2010. s najboljom ocjenom u sezoni 20,85 m, a također se natjecala na igrama Commonwealtha u New Delhiju, gdje je postavila rekord Igara od 20,47 m da zadrži svoj naslov. Krajem 2010. Jean-Pierre Egger preuzeo je mjesto njezina trenera od Poppea.

### Nastavak karijere
Adams je osvojila Svjetsko prvenstvo 2011. izjednačivši rekord prvenstva 21,24m Natalije Lisovskaje iz 1987. Na svjetskom dvoranskom prvenstvu 2012. Adams je pobijedila na natjecanju s bacanjem od 20,54 m, što je bio njen novi osobni dvorsnaki rekord.
Bjeloruskinja Astapčuk je bila pozitivna na metenolon koji je klasificiran kao anaboličko sredstvo na popisu zabranjenih tvari. Adams je kasnije ispričala kako je u početku vjerovala se Dave Currie šali s njom kad joj je javio vijest. Zlatnu medalju primila je od novozelandskog generalnog guvernera, sir Jerryja Mateparaea, na posebnoj svečanosti u Aucklandu 19. rujna 2012.
Adams je osvojila svoje četvrto zlato na svjetskom prvenstvu na igrama Svjetskog prvenstva 2013. u Moskvi u kolovozu 2013. S njezinom četvrtom zlatnom medaljom je nadmašila Astrid Kumbernuss i postala prvom ženom koja je osvojila četiri uzastopna svjetska naslova u ovoj disciplini. Dana 27. rujna Adams je operirala lijevi gležanj i desno koljeno a u ožujku 2014. osvojila je svoje treće svjetsko dvoransko prvenstvo u poljskom Sopotu s bacanjem od 20,67 m. Njezina zlatna medalja na Igrama Commonwealtha 2014, gdje je bila nositeljica zastave Novog Zelanda, bila je njezina 54. uzastopna pobjeda u natjecanju; a niz je započela u kolovozu 2010.
Adams je zbog ozljede odustala od pokušaja obrane naslova u bacanju kugle na kontinentalnom kupu IAAF-a 2014. godine, a iz istog je razloga propustila veći dio sezone 2015. godine. Tijekom tog razdoblja, obavila je operacije ramena i lakta krajem 2014. te još jednom koljeno u kolovozu 2015. godine.
Adams je završila na drugom mjestu u bacanju kugle na Ljetnim olimpijskim igrama 2016. s bacanjem od 20,42 m. Pobijedila ju je Michelle Carter koja je postigla osobni rekord od 20,63 m svojim posljednjim bacanjem na natjecanju.
U novogodišnjim počastima 2017. Adams je imenovana damom pratiteljicom novozelandskog Ordena za zasluge. Te je godine propustila cijelu sezonu zbog trudnoće.
Adams je završila na drugom mjesto u bacanju kugle na Igrama Commonwealtha 2018. u Gold Coastu u Australiji, s najboljim bacanjem sezone od 18,70 m.

## Privatni život
Adams je rođen u Rotorua, Novi Zeland, od tongaška majke (Lilika Ngauamo) i engleskog oca (Sydney Adams). Njezin otac, koji se nastanio na Novom Zelandu nakon službe u Kraljevskoj mornarici, imao je ukupno 18 djece s pet žena. Njen najmlađi brat je NBA igrač Steven Adams, a još su dvojica braće profesionalno igrali košarku na Novom Zelandu. Njihova druga sestra, Lisa Adams, ambiciozna je paraolimpijska (ima cerebralnu paralizu) bacačica kugle i bacača diska.
Adams je bila udata za Bertranda Vilijea, bacača diska s Nove Kaledonije. Vjenčali su se 2004., a razveli su se početkom 2010. Adams se vjenčala s Gabrielom Priceom, prijateljem iz djetinjstva, u Temple Viewu u Hamiltonu 2. travnja 2016. Prvo dijete rodila je kćer Kimoanu Josephine Adams-Price 11. listopada 2017.
Članica je Crkve Isusa Krista svetaca posljednjih dana.
Adamsova baza za trening nalazi se u Nacionalnom sportskom centru de Macolin u Švicarskoj.

## Osobni rekordi
| Natjecanje              | Rezultat | Datum              | Mjesto                | Rekordi                   |
| ----------------------- | -------- | ------------------ | --------------------- | ------------------------- |
| Bacanje kugle vani      | 21.24 m  | 29. kolovoza 2011. | Daegu, Južna Koreja   | Oceanijski, Novozelandski |
| Bacanje kugle u dvorani | 20.98 m  | 28. kolovoza 2013. | Zürich, Švicarska     | Oceanijski, Novozelandski |
| Bacanje diska           | 58.12 m  | 31. ožujka 2004.   | Wanganui, Novi Zeland |                           |
| Bacanje kladiva         | 58.32 m  | 6. travnja 2002.   | Auckland, Novi Zeland |                           |

## Sezonski rekordi
| Sezona | Vani  | Poredak | U dvorani |
| ------ | ----- | ------- | --------- |
| 2020.  | 18.81 | 4.      |           |
| 2019.  | —     | —       |           |
| 2018.  | 19.31 | 7.      |           |
| 2017.  | —     | —       |           |
| 2016.  | 20.42 | 3.      | 19.25     |
| 2015.  | 18.79 | 13.     |           |
| 2014.  | 20.59 | 1.      | 20.67     |
| 2013.  | 20.90 | 1.      | 20.98     |
| 2012.  | 21.11 | 1sl.    | 20.81     |
| 2011.  | 21.24 | 1.      | 20.51     |
| 2010.  | 20.86 | 1.      | 20.49     |
| 2009.  | 21.07 | 1.      |           |
| 2008.  | 20.56 | 2.      | 20.19     |
| 2007.  | 20.54 | 1.      |           |
| 2006.  | 20.20 | 1.      |           |
| 2005.  | 19.87 | 3.      |           |
| 2004.  | 19.29 | 8.      | 18.22     |
| 2003.  | 18.93 | 14.     |           |
| 2002.  | 18.40 | 20.     |           |
| 2001.  | 17.08 | 68.     |           |
| 2000.  | 15.72 | —       |           |
| 1999.  | 14.15 | —       |           |

## Postignuća na velikim natjecanjima
| Godina | Natjecanje                                    | Grad                   | Rezultat | Mjesto       |
| ------ | --------------------------------------------- | ---------------------- | -------- | ------------ |
| 1999.  | Svjetsko juniorsko prvenstvo u atletici       | Bydgoszcz              | 10.      | 12,82 m      |
| 2001.  | Svjetsko juniorsko prvenstvo u atletici 2001. | Debrecen               | 1.       | 16,87 m.     |
| 2002.  | Igre Commonwealtha 2002.                      | Manchester             | 2.       | 17,45 m.     |
| 2002.  | Svjetsko juniorsko prvenstvo u atletici 2002. | Kingston               | 1.       | 17,73 m.     |
| 2002.  | Svjetski kup u atletici 2002.                 | Madrid                 | 6.       | 18,40 m.     |
| 2003.  | Svjetsko prvenstvo u atletici 2003.           | Paris                  | 5.       | 18,65 m.     |
| 2004.  | OI 2004.                                      | Atena                  | 8.       | 18,56 m.     |
| 2005.  | Svjetsko prvenstvo u atletici 2005.           | Helsinki               | 3.       | 19,62 m.     |
| 2005.  | Svjetsko atletsko finale 2005.                | Monaco                 | 2.       | 19,55 m.     |
| 2006.  | Igre Commonwealtha 2006.                      | Melbourne              | 1.       | 19,66 m.     |
| 2006.  | Svjetsko atletsko finale 2006.                | Stuttgart              | 2.       | 19,64 m.     |
| 2006.  | Svjetsko kup u atletici 2006.                 | Atena                  | 1.       | 19,87 m.     |
| 2007.  | Svjetsko prvenstvo u atletici 2007.           | Osaka                  | 1.       | 20,54 m.     |
| 2007.  | Svjetsko atletsko finale 2007.                | Stuttgart              | 2.       | 20,40 m.     |
| 2008.  | Svjetsko dvoransko prvenstvo u atletici 2008. | Valencia               | 1.       | 20,19 m.     |
| 2008.  | Olimpijske igre                               | Peking                 | 1.       | 20,56 m.     |
| 2009.  | Svjetsko prvenstvo u atletici 2009.           | Berlin                 | 1.       | 20,44 m      |
| 2009.  | Svjetsko atletsko finale 2009.                | Solun                  | 1.       | 21,07 m      |
| 2010.  | Svjetsko dvoransko prvenstvo u atletici 2010. | Doha                   | 2.       | 20,49 m      |
| 2010.  | Dijamantna liga 2010.                         | Dijamantna liga 2010.  | 2.       |              |
| 2010.  | Kontinetnalni kup u atletici                  | Split                  | 1.       | 20,86 m      |
| 2010.  | Igre Commonwealtha 2010.                      | New Delhi              | 1.       | 20,47 m      |
| 2011.  | Svjetsko prvenstvo u atletici 2011.           | Daegu                  | 1.       | 21,24 m      |
| 2012.  | Svjetsko dvoransko prvenstvo u atletici 2012. | Istanbul, Turska       | 1.       | 20.54 m      |
| 2012.  | OI 2012.                                      | London, UK             | 1.       | 20.70 m      |
| 2013   | Svjetsko prvenstvo u atletici 2013.           | Moskva, Rusija         | 1.       | 20.88 m      |
| 2014   | Svjetsko dvoransko prvenstvo u atletici 2014. | Sopot, Poljska         | 1.       | 20.67 m (CR) |
| 2014   | Igre Commonwealtha 2014.                      | Glasgow, UK            | 1.       | 19.88 m      |
| 2016   | Svjetsko dvoransko prvenstvo u atletici 2016. | Portland, SAD          | 3.       | 19.25 m      |
| 2016   | OI 2016.                                      | Rio de Janeiro, Brazil | 2.       | 20.42 m      |
| 2018   | Igre Commonwealtha 2018.                      | Gold Coast, Australija | 2.       | 18.70 m      |

## Vanjske poveznice
- Osvajanje medalje na Svjetskom prvenstvu 2007. godine na YouTube
- Fotografije